# Verkhneuralsk
Verkhneuralsk - Верхнеуральск (rus) - és una ciutat de l'óblast de Txeliàbinsk, a Rússia. Es troba al curs superior del riu Ural, a 201 km al sud-oest de Txeliàbinsk i a 54 km al nord-est de Magnitogorsk.

## Història
La vila fou fundada el 1734 com la fortalesa Verkhneiàitskaia i fou reanomenada Verkhneuràlskaia després que el riu Iaik rebés el nom d'Ural. Aconseguí l'estatus de ciutat el 1781.